# Patinação de velocidade nos Jogos Olímpicos de Inverno de 2018 - 1000 m feminino
A competição dos 1000 m feminino da patinação de velocidade nos Jogos Olímpicos de Inverno de 2018 foram realizadas no Gangneung Oval, localizado na subsede de Gangneung, em 14 de fevereiro.

## Medalhistas
| Ouro   | NED Jorien ter Mors |
| Prata  | JPN Nao Kodaira     |
| Bronze | JPN Miho Takagi     |

## Recordes
Antes desta competição, os recordes mundiais e olímpicos da prova eram os seguintes:
| Tipo | Atleta      | Tempo       | Local          | Data                    |
| ---- | ----------- | ----------- | -------------- | ----------------------- |
|      | Nao Kodaira | 1:12.09 min | Salt Lake City | 10 de dezembro de 2017  |
|      | Chris Witty | 1:13.83 min | Salt Lake City | 17 de fevereiro de 2002 |

Os seguintes recordes mundiais e/ou olímpicos foram estabelecidos durante esta competição:
| Data            | Evento | Atleta              | Marca       | Notas          |
| --------------- | ------ | ------------------- | ----------- | -------------- |
| 14 de fevereiro | Final  | NED Jorien ter Mors | 1:13.56 min | (nível do mar) |

## Resultados
| Pos. | Par | Raia | Atleta                     | Tempo    | Diferença | Notas                               |
| ---- | --- | ---- | -------------------------- | -------- | --------- | ----------------------------------- |
| 01 ! | 12  | I    | NED Jorien ter Mors        | 1:13.56  | —         | Recorde olímpico · Recorde de pista |
| 02 ! | 15  | O    | JPN Nao Kodaira            | 1:13.82  | +0.26     |                                     |
| 03 ! | 14  | I    | JPN Miho Takagi            | 1:13.98  | +0.42     |                                     |
| 4    | 12  | O    | USA Brittany Bowe          | 1:14.36  | +0.80     |                                     |
| 5    | 15  | I    | AUT Vanessa Herzog         | 1:14.47  | +0.91     |                                     |
| 6    | 16  | I    | NED Marrit Leenstra        | 1:14.85  | +1.29     |                                     |
| 7    | 14  | O    | CZE Karolína Erbanová      | 1:14.95  | +1.39     |                                     |
| 8    | 16  | O    | USA Heather Bergsma        | 1:15.15  | +1.59     |                                     |
| 9    | 4   | I    | NED Ireen Wüst             | 1:15.32  | +1.76     |                                     |
| 10   | 7   | O    | NOR Ida Njåtun             | 1:15.43  | +1.87     |                                     |
| 11   | 11  | O    | CHN Zhang Hong             | 1:15.67  | +2.11     |                                     |
| 12   | 11  | I    | POL Natalia Czerwonka      | 1:15.77  | +2.21     |                                     |
| 13   | 10  | I    | JPN Arisa Go               | 1:15.84  | +2.28     |                                     |
| 14   | 13  | I    | NOR Hege Bøkko             | 1:15.98  | +2.42     |                                     |
| 15   | 9   | I    | GER Gabriele Hirschbichler | 1:16.03  | +2.47     |                                     |
| 16   | 9   | O    | KOR Park Seung-hi          | 1:16.11  | +2.55     |                                     |
| 17   | 5   | I    | CHN Yu Jing                | 1:16.361 | +2.80     |                                     |
| 18   | 7   | I    | KOR Kim Hyun-yung          | 1:16.366 | +2.80     |                                     |
| 19   | 2   | O    | CZE Nikola Zdráhalová      | 1:16.43  | +2.87     |                                     |
| 20   | 13  | O    | TPE Huang Yu-ting          | 1:16.44  | +2.88     |                                     |
| 21   | 6   | I    | CHN Tian Ruining           | 1:16.69  | +3.13     |                                     |
| 22   | 8   | O    | OAR Angelina Golikova      | 1:16.85  | +3.29     |                                     |
| 23   | 8   | I    | CAN Kaylin Irvine          | 1:16.90  | +3.34     |                                     |
| 24   | 6   | O    | KAZ Yekaterina Aydova      | 1:17.09  | +3.53     |                                     |
| 25   | 10  | O    | CAN Heather McLean         | 1:17.25  | +3.69     |                                     |
| 26   | 5   | O    | GER Judith Dannhauer       | 1:17.41  | +3.85     |                                     |
| 27   | 3   | O    | ITA Francesca Bettrone     | 1:17.83  | +4.27     |                                     |
| 28   | 3   | I    | USA Jerica Tandiman        | 1:18.02  | +4.46     |                                     |
| 29   | 2   | I    | POL Karolina Bosiek        | 1:18.53  | +4.97     |                                     |
| 30   | 4   | O    | ITA Yvonne Daldossi        | 1:19.33  | +5.77     |                                     |
| 31   | 1   | I    | GER Michelle Uhrig         | 1:20.81  | +7.25     |                                     |

Legenda
| Recorde mundial      | Recorde mundial (World record)               |                       | Recorde africano                      | Recorde africano (African) |                                           | Q | Classificado por posição (Qualified) |
| Recorde olímpico     | Recorde olímpico (Olympic record)            | Recorde da América    | Recorde da América (Americas)         | q                          | Classificado por melhor tempo (Qualified) |   |                                      |
| Melhor marca do ano  | Melhor marca do ano (World leading)          | Recorde asiático      | Recorde asiático (Asian)              | DNS                        | Não largou (Did not start)                |   |                                      |
| Recorde nacional     | Recorde nacional (National record)           | Recorde europeu       | Recorde europeu (European)            | DNF                        | Não terminou (Did not finish)             |   |                                      |
| Recorde pessoal      | Recorde pessoal do atleta (Personal best)    | Recorde da Oceania    | Recorde da Oceania (Oceania)          | DSQ / DQ                   | Desclassificado (Disqualified)            |   |                                      |
| Recorde da temporada | Recorde da temporada do atleta (Season best) | Recorde sul-americano | Recorde sul-americano (South America) | NM                         | Sem marca (No mark)                       |   |                                      |